# آرژانتین در المپیک تابستانی ۲۰۰۸
آرژانتین در بازی‌های المپیک تابستانی ۲۰۰۸ که در شهر پکن برگزار شد، کاروان آرژانتین با ۱۳۷ ورزشکار در این رقابت‌ها شرکت کرد و موفق به کسب ۶ مدال (۲ طلا، ۰ نقره، ۴ برنز) شد. در جدول رتبه‌بندی توزیع مدال‌ها، آرژانتین در ردهٔ ۳۵ مسابقات قرار گرفت.